# Humanisme
 For alternative betydninger, se Humanisme (flertydig). (Se også artikler, som begynder med Humanisme)
Humanisme er en betegnelse, der siden slutningen af det 18. århundrede har været brugt om forskellige, til dels modsatrettede, intellektuelle strømninger i forskellige historiske former, hvoraf renæssancehumanismen, som var inspireret af klassisk græsk tænkning, er særlig vigtig. Fælles for dem er en optimistisk vurdering af menneskehedens evne til at finde frem til en bedre livsform, idet mennesket sættes i centrum, foruden at idealer som menneskerettigheder, demokrati og ytringsfrihed regnes som selvindlysende goder.:249  Formålet med menneskelivet er således at højne "den alsidige og ligelige, harmoniske uddannelse af menneskets evner og kræfter", eller med andre ord at skabe et menneskeliv, hvor mennesket selv er formålet med alle tiltag, og hvor livet "intet højere formål [har] end at fremme det enkelte menneskes livslykke så meget som muligt".
Efter sin fremkomst under den italienske renæssance blev humanismen i oplysningstiden styrket af fremskridt inden for videnskab og teknologi, hvilket gav mennesket tillid i dets udforskning af verden. I begyndelsen af det 20. århundrede blomstrede organisationer dedikeret til humanisme i Europa og USA, og har siden spredt sig globalt. I det tidlige 21. århundrede betegner udtrykket generelt et fokus på menneskelig trivsel, frihed, autonomi og fremskridt. Humanismen ser menneskeheden som ansvarlig for individets fremme og udvikling, anerkender alle menneskers lige og iboende værdighed og betoner bekymringen for mennesket i forhold til verden.
Fra det 20. århundrede og frem er nogle humanistiske bevægelser ikke-religiøse og knyttet til sekularisme. I moderne brug henviser humanisme oftest til et ikke-teistisk syn med fokus på menneskelig handlekraft og en tillid til videnskab og fornuft frem for åbenbaringer fra en guddommelig kilde til at forstå verden. Et humanistisk verdenssyn hævder per definition, at religion ikke er en forudsætning for moral, og derfor modsætter humanister sig overdreven religiøs indblanding i uddannelse og stat.
Moderne humanisme har ofte et afsæt i eksistentialisme, og i modsætning til den optimistiske renæssancehumanisme har den et mere dystert syn på menneskets situation, hvor meningen med livet ikke er givet, men er noget, det enkelte menneske selv må finde frem til, hvilket kan virke fremmedgørende og angstprovokerende.

## Definitioner
Der findes ingen bredt accepteret definition af humanisme. Filosoffen Sidney Hook har betegnet humanister som folk
- der er modstandere af påtvungen kultur,
- som ikke tilhører en kirke eller etableret religion,
- som ikke støtter diktaturer,
- som ikke går ind for brug af vold som socialt redskab og
- som støtter udryddelse af sult og forbedringer af sundhed, bolig og uddannelse.[7]

Ifølge humanistfilosoffen H. J. Blackham fokuserer humanisme på at forbedre menneskehedens sociale forhold ved at øge alle menneskers autonomi og værdighed. Ifølge Jeaneane D. Fowler bør definitionen på humanisme omfatte en afvisning af guddommelighed og en vægt på menneskelig velfærd og frihed. Hun bemærkede også, at der mangler et fælles trosystem eller doktrin, men generelt sigter humanister mod lykke og selvopfyldelse.
I 2015 definerede den fremtrædende humanist Andrew Copson humanisme som følger:
- Humanisme er naturalistisk i sin forståelse af universet; videnskab og fri undersøgelse vil hjælpe os med at forstå mere om universet.
- Denne videnskabelige tilgang reducerer ikke mennesker til andet end menneskelige væsener.
- Humanister lægger vægt på jagten på et selvdefineret, meningsfyldt og lykkeligt liv.
- Humanisme er moralsk; moral er en måde for mennesker at forbedre deres liv på.
- Humanister engagerer sig i praktisk handling for at forbedre personlige og sociale forhold.[10]

International Humanist and Ethical Union bruger denne definition:
```
Humanisme er en demokratisk og etisk livsholdning, som lægger vægt på, at mennesker har ret til og ansvar for at give mening og form til deres egne liv, og som står for opbygningen af et mere humant samfund gennem en etik baseret på menneskelige og andre naturlige værdier i en ånd af fornuft og fri kundskabstilegnelse ved hjælp af menneskelige færdigheder. Den er ikke teistisk og accepterer ikke overnaturlige syn på virkeligheden.
[
11
]
```

På dansk kan humanisme defineres som en "livsanskuelse som sætter mennesket i centrum og lægger vægt på det enkelte menneskes værdi og dets mulighed for at udvikle sig i frihed og moralsk ansvarlighed, uafhængigt af ydre autoriteter".
Bevægelsen har lagt navn til humaniora.